# Pitvisachtigen
Pitvisachtigen (Callionymoidei) vormen een onderorde van de Baarsachtigen (Perciformes).

## Taxonomie
De onderorde wordt onderverdeeld in de volgende families:
- Callionymidae (Pitvissen)
- Draconettidae (Pitvissen)